# 奥平昌服
奥平 昌服（おくだいら まさもと）は、豊前国中津藩8代藩主。中津藩奥平家12代。

## 生涯
天保元年（1830年）12月25日、第6代藩主・奥平昌暢の次男として江戸で生まれる。父が天保3年（1832年）に死去したときは幼少のために家督を継げなかった。天保6年（1835年）4月、第7代藩主となった叔父・昌猷の養子となり、天保13年（1842年）に昌猷が死去すると家督を継いだ。弘化2年（1845年）12月16日、従五位下・大膳大夫に叙位・任官する。
嘉永6年（1853年）の黒船来航では鎖国攘夷を唱え、藩政の実権を握っていた隠居の祖父・昌高の開国論と対立している。安政2年（1855年）に昌高が死去すると、実権は家老の奥平壱岐に握られたが、間もなく壱岐を更迭して実権を奪い、砲台建設などの藩政改革に着手した。
男系では薩摩藩島津家の血筋であったが、奥平家は譜代の名門であったことから、昌服は佐幕派として長州征討にも参加している。しかし慶応4年（1868年）1月の鳥羽・伏見の戦いで旧幕府軍が新政府軍に敗れると、新政府軍に味方することを表明して会津藩まで出兵した。4ヵ月後の5月6日に病気を理由として、家督を養子の昌邁に譲って隠居した。
明治4年（1871年）に東京に移った。明治18年（1885年）4月20日に正四位に叙され、その後も明治23年（1890年）6月18日に従三位、明治29年（1896年）6月20日に正三位に叙された。明治34年（1901年）2月27日に死去した。享年72。

## 経歴に関する異説
上の記述は『中津市史』『大分県史』その他の書の説明と一致するが、誤りである。昌高は開国論、昌服が鎖国攘夷論というのは明治24年（1891年）出版の広池千九郎『中津歴史』の記述を唯一の根拠とするが、広池自身が同書の「引用書目」の項に、史料を見ることができず、二、三の古老に聞いて記しただけ、と書いている。しかしこれを確かめるには、幕末外交に関する根本史料である『大日本古文書・幕末外国関係文書』をひもとけば、明らかになる。
その中に収録されている「中津城主奥平大膳大夫昌服」の幕府宛上書には「交易之儀御許容之方後年太平御安寧之事ニ奉存候」、開国を許せ、とある。ただし、これは『嘉永明治年間録』を写したもので原文ではないが、東京大学史料編纂所には水戸徳川家所蔵の嘉永6年（1853年）の上書の大部分の写しがあり、その中の奥平昌服の上書の全文も近年紹介された（『大分県地方史』194号）。また、一部は『岩波講座日本通史』15巻299頁に掲載されている。そこには、そもそも外国との通信交易は当然のことで、アメリカ、ロシア、イギリス、その他どの国とも交易すべきで、鎖国は今や時代遅れだから廃止すべしと明瞭に述べられている。
なお、奥平壱岐についても、彼が家老職につくのは安政5年（1858年）、昌服から江戸家老に召し出されるのは文久元年（1861年）、文久3年（1863年）の昌服上京にも従い、その意を体して天下三賢侯の一人、宇和島の伊達宗城の子・昌邁を養子に迎えることをすすめたのも壱岐である。江戸藩邸と国元の対立を背景に、国元の攘夷主義の下級藩士の突き上げで壱岐は失脚するが、昌服は自分に付き従って京都に来ている壱岐を江戸に帰らせただけで事態収拾を図っており、昌服・壱岐対立というのも根拠がない。なお、砲台建設だけでなく西洋軍事技術採用などは、国元ではむしろ壱岐がリードした政策である。

## 栄典
- 1896年（明治29年）6月20日 - 正三位[1]

## 系譜
- 父：奥平昌暢（1809-1832）
- 母：照寿院
- 養父：奥平昌猷（1813-1842）
- 正室：松平照（1833-1884） - 煕姫、照桂院、松平容敬養女、保科正丕の娘、のち離縁
- 側室：奥平千代 - 鶴昌院
- 側室：鈴木安 - 誠隆院
- 生母不明の子女
  - 男子：鉄五郎
  - 男子：鋼之丞
  - 男子：豊彦
  - 女子：拡
  - 男子：稲垣長昌
  - 男子：直三郎
  - 男子：奥平昌久
  - 男子：奥平忠善
  - 男子：奥平昌繁
  - 男子：奥平昌友
  - 女子：安生順一室
- 養子
  - 男子：奥平昌邁（1855-1884） - 伊達宗城の四男